# Papa Pio X
Pio X ou São Pio X (em italiano:  Pio X, em latim: Pius X), O.F.S., nascido Giuseppe Melchiorre Sarto; (Riese, 2 de junho de 1835 – Roma, 20 de agosto de 1914) foi o 257.º Papa da Igreja Católica e Bispo de Roma de 4 de agosto de 1903 até a data de sua morte. Ficou conhecido como o "Papa da Eucaristia" e foi o primeiro Papa a ser canonizado desde Pio V.

## Início da vida e ministério
Giuseppe Melchiorre Sarto nasceu em Riese, Reino da Lombardia-Veneza, Império Austríaco (hoje Itália, província de Treviso) em 1835. Ele foi o segundo filho de dez filhos de Giovanni Battista Sarto (1792–1852) e Margarita Sanson (1813–1894). Ele foi batizado em 3 de junho de 1835. A infância de Giuseppe foi de pobreza, sendo filho do carteiro da vila. Embora pobres, seus pais valorizavam a educação e Giuseppe andava 6,04 km até a escola todos os dias.
Giuseppe tinha três irmãos e seis irmãs: Giuseppe Sarto (nascido em 1834; morreu após seis dias), Angelo Sarto (1837–1916), Teresa Parolin-Sarto (1839–1920), Rosa Sarto (1841–1913), Antonia Dei Bei. Sarto (1843–1917), Maria Sarto (1846–1930), Lucia Boschin-Sarto (1848–1924), Anna Sarto (1850–1926), Pietro Sarto (nascido em 1852; morreu após seis meses). Ele rejeitou qualquer tipo de favor para sua família; seu irmão permaneceu funcionário do correio, seu sobrinho favorito permaneceu como padre da vila e suas três irmãs solteiras moravam juntas perto da pobreza em Roma, da mesma maneira que outras pessoas de origem humilde.
Ainda jovem, Giuseppe estudou latim com o padre da aldeia e depois estudou no ginásio de Castelfranco Veneto. "Em 1850, ele recebeu a tonsura do bispo de Treviso e recebeu uma bolsa de estudos [da] diocese de Treviso" para frequentar o Seminário de Pádua", onde terminou seus estudos clássicos, filosóficos e teológicos com distinção".
Em 18 de setembro de 1858, Sarto foi ordenado sacerdote por Giovanni Antonio Farina e tornou-se capelão em Tombolo. Enquanto estava lá, Sarto expandiu seu conhecimento de teologia, estudando Tomás de Aquino e o direito canônico, enquanto exercia a maioria das funções do pastor da paróquia, que estava bastante doente. Em 1867, ele foi nomeado arquiteto de Salzano. Aqui ele restaurou a Igreja e expandiu o hospital, os fundos provenientes de seus próprios pedidos, riqueza e trabalho. Ele se tornou popular com o povo quando trabalhou para ajudar os doentes durante a praga de cólera que atingiu o norte da Itália no início da década de 1870. Ele foi nomeado um cânone da catedral e chanceler da diocese de Treviso, também ocupando cargos como diretor espiritual e reitor do seminário de Treviso e examinador do clero. Como chanceler, ele possibilitou que os alunos de escolas públicas recebessem instruções religiosas. Como padre e mais tarde bispo, ele muitas vezes lutava para resolver problemas de levar instrução religiosa a jovens rurais e urbanos que não tinham a oportunidade de frequentar escolas católicas.
Em 1878, o bispo Federico Maria Zinelli morreu, deixando vago o bispado de Treviso. Após a morte de Zinelli, os cânones dos capítulos das catedrais (dos quais Sarto era um deles) herdaram a jurisdição episcopal como órgão corporativo e foram os principais responsáveis pela eleição de um vigário-capitular que assumiria as responsabilidades de Treviso até um novo bispo ser nomeado. Em 1879, Sarto foi eleito para o cargo, no qual serviu de dezembro daquele ano a junho de 1880.
Depois de 1880, Sarto ensinou teologia dogmática e moral no seminário de Treviso. Em 10 de novembro de 1884, ele foi nomeado bispo de Mântua por Leão XIII. Ele foi consagrado seis dias depois em Roma, na igreja de Sant'Apollinare alle Terme, em Roma, pelo cardeal Lucido Parocchi, assistido por Pietro Rota e por Giovanni Maria Berengo. Ele foi nomeado para o cargo honorário de assistente no trono pontifício em 19 de junho de 1891. Sarto exigiu dispensação papal do Papa Leão XIII antes da consagração episcopal por falta de doutorado, fazendo dele o último Papa sem doutorado antes do Papa Francisco.

### Cardeal e patriarca

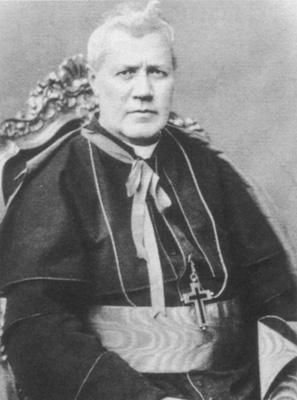
Foto de como Cardeal

O Papa Leão XIII fez dele um cardeal em um consistório aberto em 12 de junho de 1893. Ele foi criado cardeal-sacerdote de São Bernardo nas Termas Dioclecianas. Três dias depois disso, Sarto foi nomeado em particular Patriarca de Veneza. Seu nome tornou-se público dois dias depois. Isso causou dificuldades, no entanto, já que o governo da Itália reunificada reivindicou o direito de nomear o patriarca com base em seu suposto exercício anterior do Imperador da Áustria. As más relações entre a Cúria Romana e o governo civil italiano desde a anexação dos Estados papais em 1870 colocou pressão adicional sobre a nomeação. O número de sé vacantes logo cresceu para trinta. Sarto foi finalmente autorizado a assumir o cargo de patriarca em 1894.
Como cardeal-patriarca, Sarto evitou o envolvimento político, alocando seu tempo em obras sociais e fortalecendo os bancos paroquiais. No entanto, em sua primeira carta pastoral aos venezianos, Sarto argumentou que, em assuntos pertinentes ao papa, "não deveria haver perguntas, sutilezas, oposição a direitos pessoais a seus direitos, mas apenas obediência".

## Eleição pontifícia de 1903

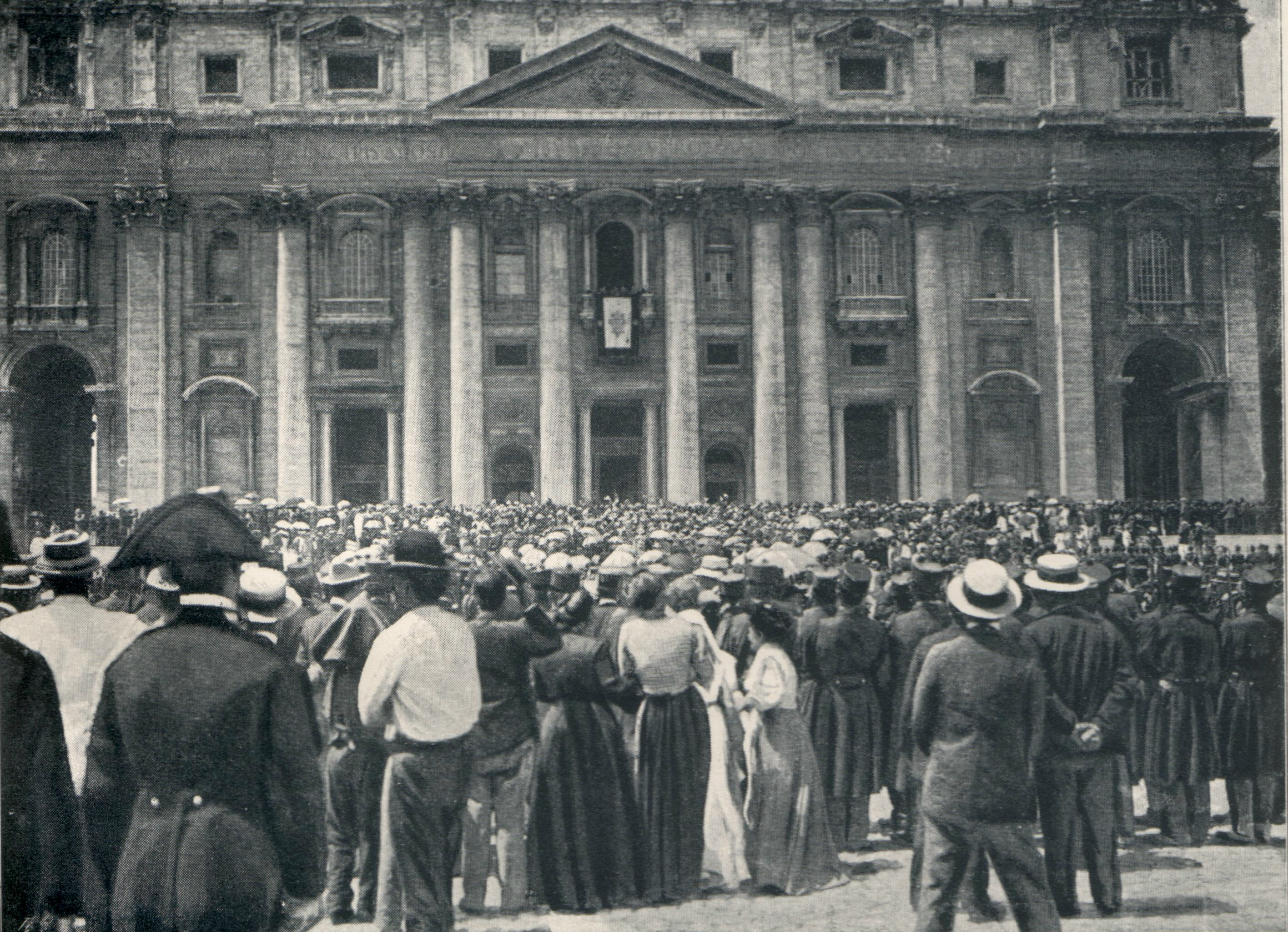
Cardeal Luigi Macchi anuncia a eleição de Sarto como Papa Pio X

Em 20 de julho de 1903, Leão XIII morreu, e no final daquele mês o conclave se reuniu para eleger seu sucessor. Segundo os historiadores, o favorito era o secretário de estado do falecido papa, cardeal Mariano Rampolla. Na primeira votação, Rampolla recebeu 24 votos, Gotti teve 17 votos e Sarto 5 votos. Na segunda votação, Rampolla obteve cinco votos, assim como Sarto. No dia seguinte, parecia que Rampolla seria eleito. No entanto, foi proclamado o veto (Jus exclusivae) contra a nomeação de Rampolla, pelo cardeal polonês Jan Maurycy Pawel Puzyna de Kosielsko, de Cracóvia, em nome do imperador Francisco José I (1848–1916) da Áustria-Hungria. Muitos no conclave, incluindo Rampolla, protestaram contra o veto, e até foi sugerido que ele fosse eleito papa, apesar do veto.
No entanto, a terceira votação já havia começado e, portanto, o conclave teve que continuar com a votação, o que resultou em nenhum vencedor claro, embora isso indicasse que muitos do conclave desejavam voltar seu apoio a Sarto, que tinha 21 votos a contar. A quarta votação mostrou Rampolla com 30 votos e Sarto com 24. Parecia claro que os cardeais estavam se movendo em direção a Sarto.
Na manhã seguinte, foi realizada a quinta votação do conclave, e a contagem teve Rampolla com 10 votos, Gotti com dois votos e Sarto com 50 votos. Assim, em 4 de agosto de 1903, Sarto foi eleito para o pontificado. Isso marcou a última vez em que um monarca católico exercia um veto nos procedimentos do conclave.
No início, é relatado, Sarto recusou a indicação, sentindo-se indigno. Além disso, ele ficou profundamente entristecido pelo veto austro-húngaro e prometeu rescindir esses poderes e excomungar qualquer um que comunicasse esse veto durante um conclave. Com os cardeais pedindo que ele reconsiderasse, é relatado que ele entrou em solidão e assumiu a posição após profunda oração na capela paulina e a insistência de seus colegas cardeais.
Ao aceitar o papado, Sarto assumiu como seu nome papal Pio X, por respeito a seus recentes predecessores de mesmo nome, particularmente o do Papa Pio IX (1846–1878), que havia lutado contra liberais teológicos e pela supremacia papal. A coroação tradicional de Pio X ocorreu no domingo seguinte, 9 de agosto de 1903. Ao ser eleito papa, ele também foi formalmente o Grão-Mestre da Ordem Equestre do Santo Sepulcro de Jerusalém, prefeito da Sagrada Congregação do Santo Ofício e prefeito da Congregação Consistorial Sagrada. Havia, no entanto, um cardeal-secretário para administrar esses corpos diariamente.

## Pontificado

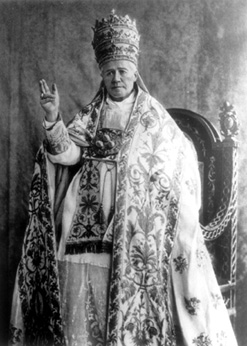
Uma fotografia oficial de Pio X usando roupas papais em.

O pontificado de Pio X foi conhecido por sua teologia conservadora e reformas na liturgia e na lei da igreja. No que se tornou seu lema, o papa declarou em 1903 que seu papado empreenderia Instaurare Omnia in Christo, ou "para restaurar todas as coisas em Cristo". Em sua primeira encíclica (E supremi, 4 de outubro de 1903), ele declarou sua política primordial da seguinte maneira: "Defendemos a autoridade de Deus. Sua autoridade e mandamentos devem ser reconhecidos, adiados e respeitados".
Suas origens simples tornaram-se claras logo após sua eleição, quando ele usava uma cruz peitoral de metal dourado no dia de sua coroação e quando sua comitiva estava horrorizada, o novo papa reclamou que ele sempre a usava e que não havia trazido outra com ele. Ele era conhecido por reduzir as cerimônias papais. Ele também aboliu o costume do papa jantar sozinho, estabelecido pelo Papa Urbano VIII, e convidou seus amigos para comer com ele.
Quando repreendido pelos líderes sociais de Roma por se recusar a tornar suas irmãs camponesas condessas papais, ele respondeu: "Eu as fiz irmãs do Papa; o que mais posso fazer por elas?".
Ele desenvolveu uma reputação de ser muito amigável com as crianças. Ele carregava doces nos bolsos para os meninos de rua em Mântua e Veneza e ensinava-lhes o catecismo. Durante as audiências papais, ele reunia crianças ao seu redor e conversava com elas sobre coisas que lhes interessavam. Suas aulas semanais de catecismo no pátio de San Damaso, no Vaticano, sempre incluíam um lugar especial para as crianças, e sua decisão de exigir a Confraria da Doutrina Cristã em todas as paróquias foi parcialmente motivada pelo desejo de recuperar as crianças da ignorância religiosa.

### Reformas e teologia da igreja

#### Restauração em Cristo e Mariologia
Pio X promoveu a comunhão diária para todos os católicos, uma prática que foi criticada por introduzir irreverência. Em sua encíclica Ad diem illum, de 1904, ele vê Maria no contexto de "restaurar tudo em Cristo".

Ele escreveu:
Espiritualmente todos somos filhos dela e ela é nossa mãe; portanto, ela deve ser reverenciada como uma mãe. Cristo é a Palavra feita carne e o Salvador da humanidade. Ele tinha um corpo físico como qualquer outro homem: e como salvador da família humana, ele tinha um corpo espiritual e místico, a Igreja. Isso, o Papa argumenta, tem consequências para nossa visão da Virgem. Ela não concebeu o Filho Eterno de Deus apenas para que Ele pudesse ser feito homem, tirando dela sua natureza humana, mas também, dando-lhe sua natureza humana, para que pudesse ser o Redentor dos homens. Maria, carregando o Salvador dentro dela, também carregava todos aqueles cuja vida estava contida na vida do Salvador. Portanto, todos os fiéis unidos a Cristo são membros do seu corpo, da sua carne e dos seus ossos do ventre de Maria como um corpo unido à sua cabeça. Por uma maneira espiritual e mística, todos são filhos de Maria e ela é sua mãe. Mãe, espiritualmente, mas verdadeiramente, mãe dos membros de Cristo (S. agosto L. de S. Virginitate, c. 6).

### Tra le sollecitudinie canto gregoriano
Três meses após sua coroação, Pio X publicou seu motu proprio Tra le sollecitudini. As composições clássicas e barrocas eram há muito favorecidas sobre o canto gregoriano na música eclesiástica. O Papa anunciou um retorno aos estilos musicais anteriores, defendido por Lorenzo Perosi. Desde 1898, Perosi era diretor do coro da Capela Sistina, um título que Pio X atualizou para "diretor perpétuo". A escolha do papa por Joseph Pothier para supervisionar as novas edições do canto levou à adoção oficial da edição Solesmes do canto gregoriano.

### Reformas litúrgicas
Em seu papado, Pio X trabalhou para aumentar a devoção na vida do clero e dos leigos, particularmente no Breviário, que ele reformou consideravelmente e na Missa.
Além de restaurar o proeminente canto gregoriano, ele colocou uma ênfase litúrgica renovada na Eucaristia, dizendo: "A sagrada comunhão é o caminho mais curto e seguro para o céu". Para esse fim, ele incentivou a recepção frequente da Sagrada Comunhão. Isso também se estendia às crianças que haviam atingido a "idade da discrição", embora ele não permitisse a antiga prática oriental da comunhão infantil. Ele também enfatizou o recurso frequente ao Sacramento da Penitência, para que a Santa Comunhão fosse recebida com dignidade. A devoção de Pio X à Eucaristia acabaria por lhe render o honorífico "Papa do Santíssimo Sacramento", pelo qual ele ainda é conhecido entre seus devotos.
Em 1910, ele emitiu o decreto Quam singulari, que mudou a idade em que a comunhão podia ser recebida de 12 para os 7 anos, a idade da discrição. O papa baixou a idade porque desejava impressionar o evento nas mentes das crianças e estimular os pais a uma nova observância religiosa; esse decreto foi considerado indesejável em alguns lugares devido à crença de que os pais retirariam seus filhos mais cedo das escolas católicas, agora que a Primeira Comunhão foi realizada anteriormente.
Pio X disse em seu motu proprio Tra le sollecitudini, de 1903: "A fonte primária e indispensável do verdadeiro espírito cristão é a participação nos mais sagrados mistérios e no público a oração oficial da igreja".
Ele também procurou modificar as cerimônias papais para enfatizar seu significado religioso, eliminando ocasiões para aplausos. Por exemplo, ao entrar em seu primeiro consistório público para a criação de cardeais em novembro de 1903, ele não foi carregado acima da multidão na sede gestatória como era tradicional. Chegou a pé com uma capa e uma mitra no final da procissão dos prelados "quase escondidos atrás da dupla fila de guardas palatinos por onde ele passava".

### Anti-modernismo
O Papa Leão XIII procurou reviver a herança de Tomás de Aquino, "o casamento da razão e da revelação", como uma resposta ao "esclarecimento" secular. Sob o pontificado de Pio X, o neotomismo tornou-se o modelo para uma abordagem da teologia. Talvez o aspecto mais controverso do papado de Pio X tenha sido sua vigorosa condenação do que ele denominou modernistas e relativistas, a quem considerava perigos para a fé católica (ver, por exemplo, seu juramento antimodernista). Ele também incentivou a formação e os esforços do Sodalitium Pianum (ou Liga de Pio V), uma rede anti-modernista de informantes, que foi vista negativamente por muitas pessoas, devido a suas acusações de heresia contra pessoas com base nas evidências mais frágeis. Esta campanha contra o modernismo foi conduzida por Umberto Benigni, no Departamento de Assuntos Extraordinários da Secretaria de Estado, que distribuiu propaganda anti-modernista e reuniu informações sobre "culpados". Benigni tinha seu próprio código secreto - Pio X era conhecido como mamãe.

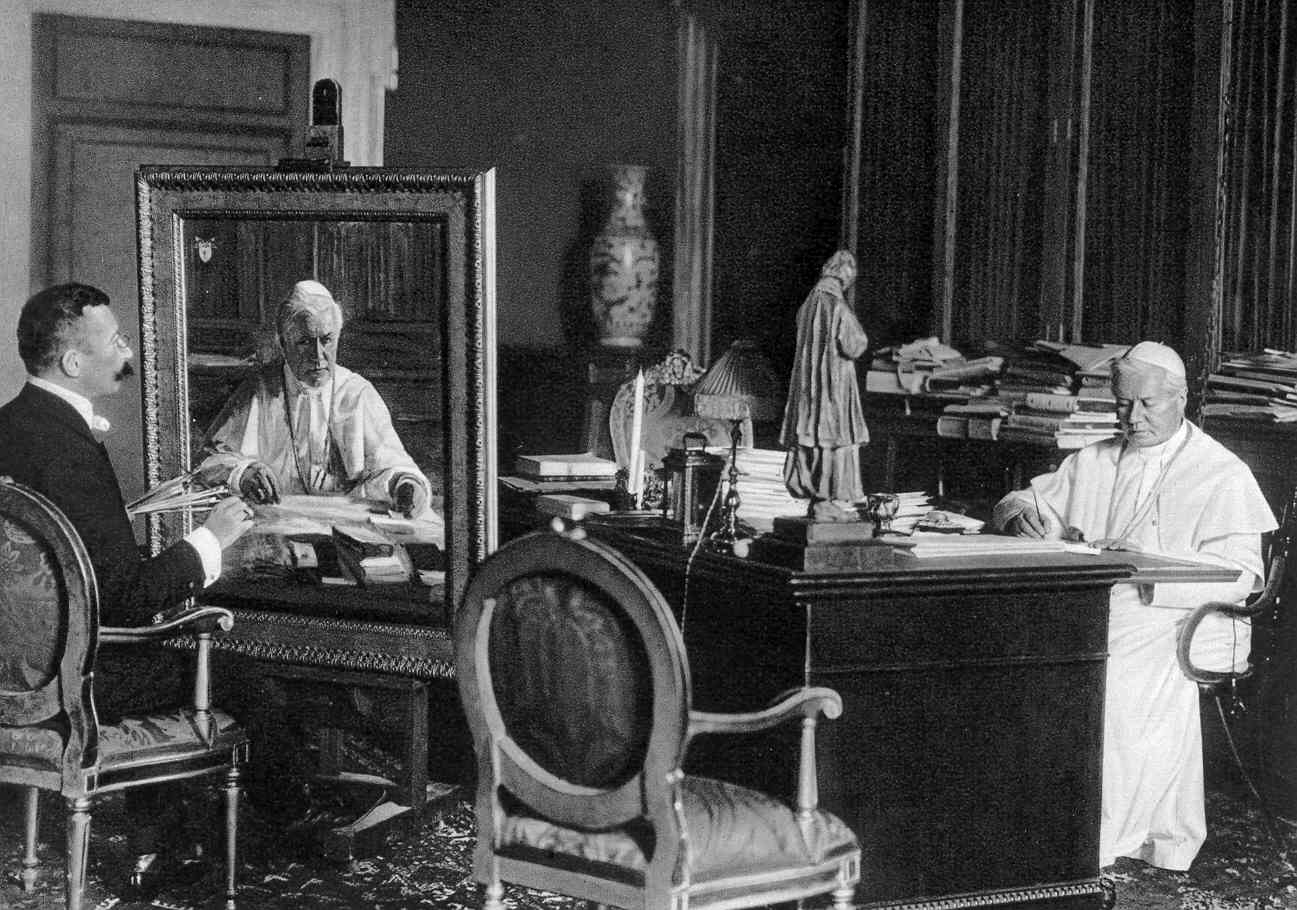
Pio X em seu escritório enquanto recebia um retrato. Perto está uma estátua de João Vianney

A atitude de Pio X em relação aos modernistas foi intransigente. Falando daqueles que aconselharam a compaixão aos "culpados", ele disse: "Eles querem que eles sejam tratados com óleo, sabão e carícias. Mas eles devem ser espancados com os punhos. Você golpeia como você pode".
O movimento estava ligado especialmente a certos estudiosos franceses católicos como Louis Duchesne, que questionou a crença de que Deus age de maneira direta nos assuntos da humanidade, e Alfred Loisy, que negou que algumas partes das Escrituras fossem literalmente, e talvez metaforicamente verdadeiras. Em contradição a Tomás de Aquino, eles argumentaram que havia uma lacuna intransponível entre o conhecimento natural e o sobrenatural. Seus efeitos indesejados, do ponto de vista tradicional, foram o relativismo e o ceticismo. O modernismo e o relativismo, em termos de presença na igreja, foram tendências teológicas que tentaram assimilar filósofos modernos como Immanuel Kant, bem como o racionalismo na teologia católica. Modernistas argumentam que as crenças da igreja têm evoluído ao longo de sua história e continuam a evoluir. Anti-modernistas têm visto essas noções como contrárias aos dogmas e tradições da Igreja Católica.
Em um decreto, intitulado Lamentabili sane exitu (ou "Uma partida lamentável de fato"), emitida em 3 de julho de 1907, Pio X condenou formalmente 65 proposições modernistas ou relativistas relativas à natureza da igreja, revelação, exegese bíblica, sacramentos e a divindade de Cristo. Isso foi seguido pela encíclica Pascendi dominici gregis (ou "Alimentando o rebanho do Senhor"), que caracterizou o modernismo como a "síntese de todas as heresias". Depois disso, Pio X ordenou que todos os clérigos prestassem o juramento antimodernista, Sacrorum antistitum. A postura agressiva de Pio X contra o modernismo causou algumas perturbações dentro da igreja. Embora apenas cerca de 40 clérigos se tenham recusado a prestar juramento, os estudos católicos com tendências modernistas foram substancialmente desencorajados. Os teólogos que desejavam seguir linhas de investigação alinhadas com o secularismo, o modernismo ou o relativismo tiveram que parar ou enfrentar conflitos com o papado e, possivelmente, até excomunhão.

### Catecismo de São Pio X

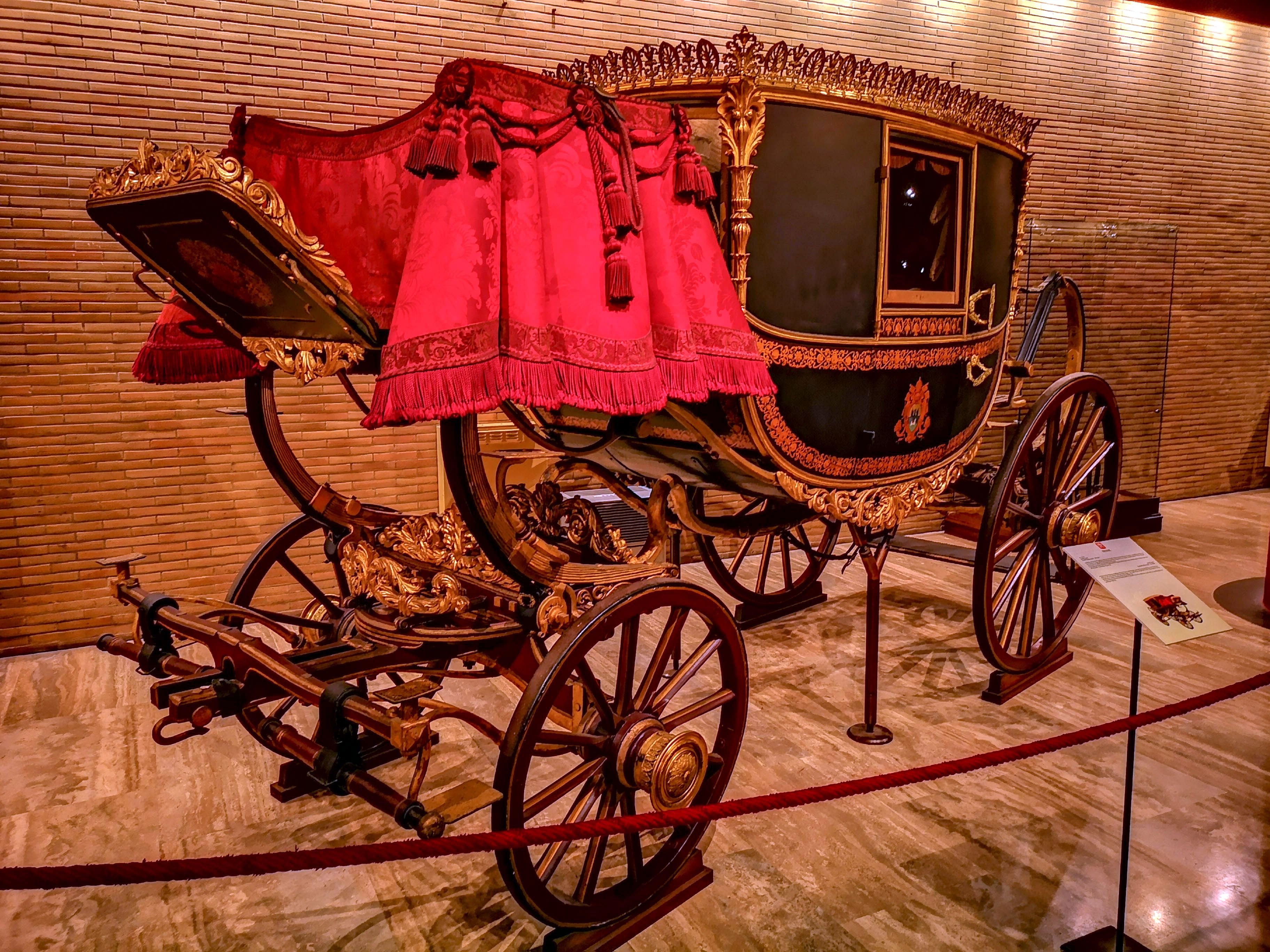
Berlinda de gala, com trono produzido em Roma pelos irmãos Casalini, renomados fabricantes de carruagens, durante o papado de Papa Pio IX, cujo brasão é pintado nas duas portas. Como mostrado pelos emblemas de Pio IX e Pio X, pintados nas portas direita e esquerda, respectivamente, a carruagem foi usada durante vários pontificados até o início do século XX.

Em 1905, Pio X, em sua carta Acerbo nimis, determinou a existência da Confraria da Doutrina Cristã (classe de catecismo) em todas as paróquias do mundo.
O Catecismo de Pio X é a realização de um catecismo simples, claro, breve e popular para uso uniforme em todo o mundo; foi usado na província eclesiástica de Roma e por alguns anos em outras partes da Itália; no entanto, não foi prescrito para uso em toda a igreja universal. As características de Pio X eram "simplicidade de exposição e profundidade de conteúdo. Também por causa disso, o catecismo de Pio X pode ter amigos no futuro". O catecismo foi exaltado como um método de ensino religioso em sua encíclica Acerbo Nimis, em abril de 1905.
O Catecismo de São Pio X foi emitido em 1908 em italiano, como Catecismo della dottrina Cristiana, Pubblicato per Ordine del Sommo Pontifice San Pio X. Uma tradução em inglês é executada com mais de 115 páginas.
Questionado em 2003 se o Catecismo de São Pio X, com quase 100 anos de idade, ainda era válido, o cardeal Joseph Ratzinger disse: "A fé, como tal, é sempre a mesma. Portanto, o Catecismo de São Pio X sempre preserva seu valor. Transmitir o conteúdo da fé pode mudar. E, portanto, pode-se pensar se o Catecismo de São Pio X ainda pode ser considerado válido hoje".

### Reforma do Direito Canônico
O direito canônico na Igreja Católica estava disperso em diversos documentos papais e episcopais, ou seja, as normas não eram codificadas em um único instrumento normativo. Parte do trabalho dos estudiosos do Direito Canâonico, antes de Pio X, era compilar os documentos eclesiásticos de caráter jurídico. Em 19 de março de 1904, o Papa Pio X nomeou uma comissão de cardeais para elaborar um conjunto universal de leis. Dois de seus sucessores trabalharam na comissão, Giacomo della Chiesa, que se tornou o Papa Bento XV e Eugênio Pacelli, que se tornou o Papa Pio XII. Este primeiro Código de Direito Canônico foi promulgado por Bento XV em 27 de maio de 1917, com data efetiva de 19 de maio de 1918 e permaneceu em vigor até o advento de 1983.

### Reforma da administração da Igreja
Pio X reformou a Cúria Romana com a constituição Sapienti consilio e especificou novas regras que impunham a supervisão de um bispo pelos seminários na encíclica Pieni l'animo. Ele estabeleceu seminários regionais (encerrando alguns menores) e promulgou um novo plano de estudo do seminário. Ele também impediu o clero de administrar organizações sociais.

### Políticas da Igreja para governos seculares

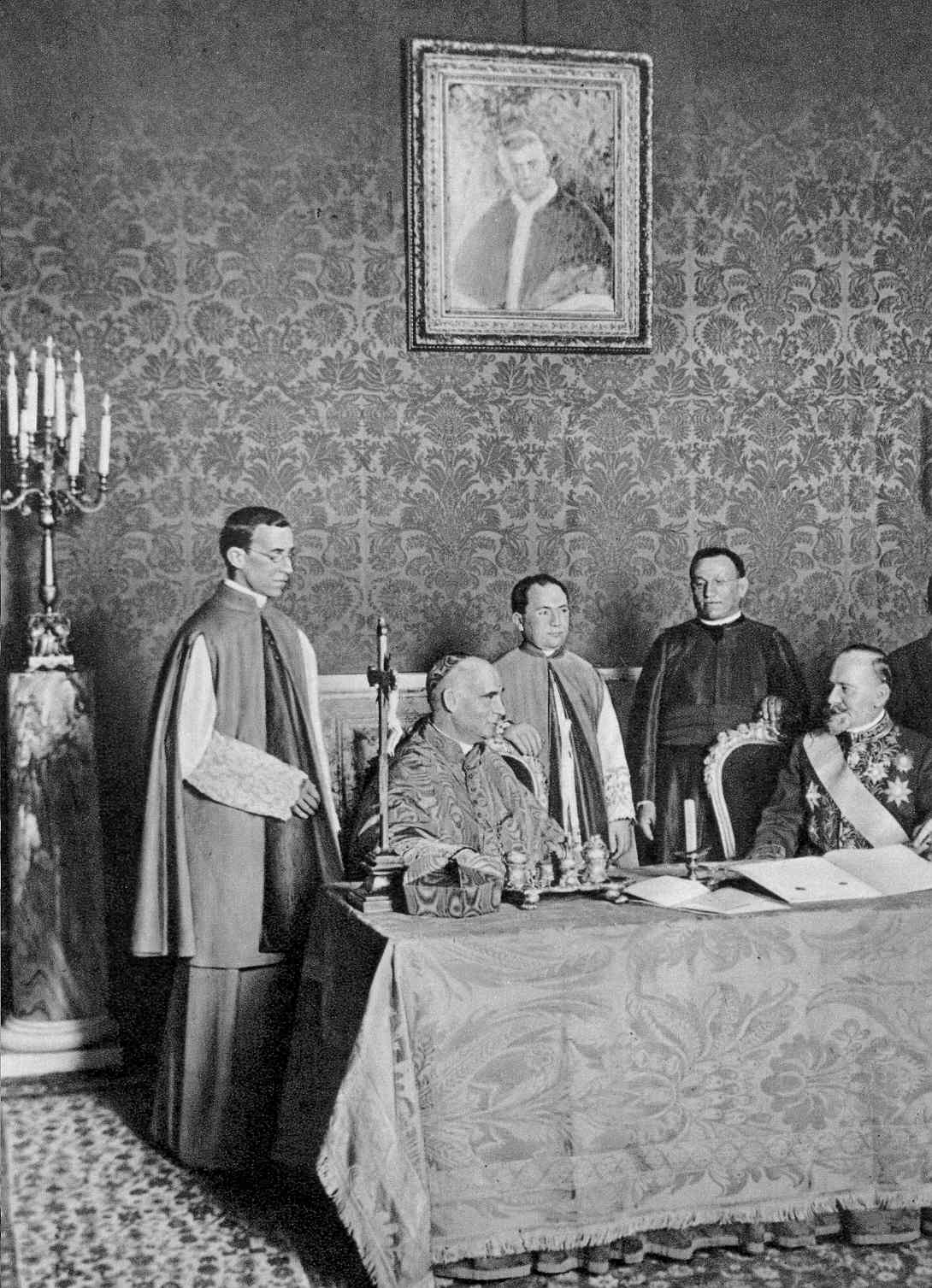
Monsenhor Eugênio Pacelli à esquerda e Cardeal Secretário Rafael Merry del Val na cerimônia de assinatura da concordata sérvia durante o pontificado de Pio X, datado de

Pio X inverteu a abordagem acomodatícia de Leão XIII em relação aos governos seculares, nomeando Rafael Merry del Val como Cardeal Secretário de Estado (Merry del Val mais tarde teria sua própria causa aberta à canonização em 1953, mas ainda não foi beatificada). Quando o presidente francês Émile Loubet visitou o monarca italiano Victor Emmanuel III (1900–1946), Pio X, ainda se recusando a aceitar a anexação dos territórios papais pela Itália, censurou o presidente francês pela visita e se recusou a encontrá-lo. Isso levou a uma ruptura diplomática com a França e, em 1905, a França emitiu uma Lei de Separação, que separava igreja e Estado, e que o Papa denunciou. O efeito da separação foi a perda da igreja de seu financiamento do governo na França. Dois bispos franceses foram removidos pelo Vaticano por reconhecer a Terceira República. Eventualmente, a França expulsou os jesuítas e rompeu relações diplomáticas com o Vaticano.
O papa adotou uma posição semelhante em relação aos governos seculares em outras partes do mundo: em Portugal, Irlanda, Polônia, Etiópia e vários outros estados com grandes populações católicas. Suas ações e declarações contra as relações internacionais com a Itália enfureceram os poderes seculares desses países, bem como alguns outros, como o Reino Unido e a Rússia. Em Ulster, os protestantes estavam cada vez mais preocupados com o fato de uma proposta de regra doméstica da Irlanda dirigida por católicos inspirada por Pio X resultar em regra de Roma.
Em 1908, o decreto papal Ne Temere entrou em vigor, o que complicou os casamentos mistos. Casamentos não realizados por um padre católico foram declarados legais, mas sacramentalmente inválidos, preocupando alguns protestantes que a igreja aconselharia a separação para casais casados em uma igreja protestante ou pelo serviço público. Os padres tiveram o poder de recusar realizar casamentos mistos ou estabelecer condições para eles, geralmente incluindo a exigência de que os filhos fossem criados católicos. O decreto mostrou-se particularmente divisivo na Irlanda, que possui uma grande minoria protestante, contribuindo indiretamente para o conflito político subsequente no país e exigindo debates na Câmara dos Comuns do Reino Unido.
Quando a autoridade secular desafiou a do papado, Pio X tornou-se mais agressivo. Ele suspendeu a Opera dei Congressi, que coordenava o trabalho de associações católicas na Itália, além de condenar o Le Sillon, um movimento social francês que tentou reconciliar a igreja com visões políticas liberais. Ele também se opôs a sindicatos que não eram exclusivamente católicos.
Pio X levantou parcialmente decretos proibindo os católicos italianos de votar, mas ele nunca reconheceu o governo italiano.

### Relações com o Reino da Itália
Inicialmente, Pio manteve firme a posição do Vaticano, mas com a ascensão do socialismo ele começou a permitir que se relaxasse as diretrizes da encíclica Non Expedit, que estabelecia uma proibição de todos os católicos italianos de participarem da vida política. Em 1905, ele autorizou os bispos em sua encíclica Il fermo proposito [de] oferecer uma dispensa que permita aos seus paroquianos exercer seus direitos legislativos quando "o supremo bem da sociedade" estiver em jogo.

### Relações com a Polônia e a Rússia
Sob Pio X, a situação tradicionalmente difícil dos católicos poloneses na Rússia não melhorou. Embora Nicolau II da Rússia tenha emitido um decreto em 22 de fevereiro de 1903, prometendo liberdade religiosa para a Igreja Católica e, em 1905, promulgando uma constituição que incluía liberdade religiosa, a Igreja Ortodoxa Russa sentiu-se ameaçada e insistiu em interpretações rígidas. Não foram permitidos decretos papais e os contatos com o Vaticano permaneceram proibidos.

### Milagres durante a vida do papa
Além das histórias de milagres realizadas pela intercessão do papa após sua morte, também há histórias de milagres realizados pelo papa durante sua vida. Em uma ocasião, durante uma audiência papal, Pio X estava segurando uma criança paralisada que se soltou de seus braços e depois correu pela sala. Em outra ocasião, um casal (que havia confessado a ele enquanto era bispo de Mântua) com uma criança de dois anos com meningite, escreveu ao papa e Pio X, quando este então escreveu de volta para eles, aguardando e orando. Dois dias depois, a criança foi curada.
O cardeal Ernesto Ruffini (mais tarde o arcebispo de Palermo) visitou o papa depois que foi diagnosticado com tuberculose, e o papa havia dito para ele voltar ao seminário e que ele ficaria bem. Ruffini relatou essa história aos investigadores da causa de canonização do pontífice.

### Outras atividades

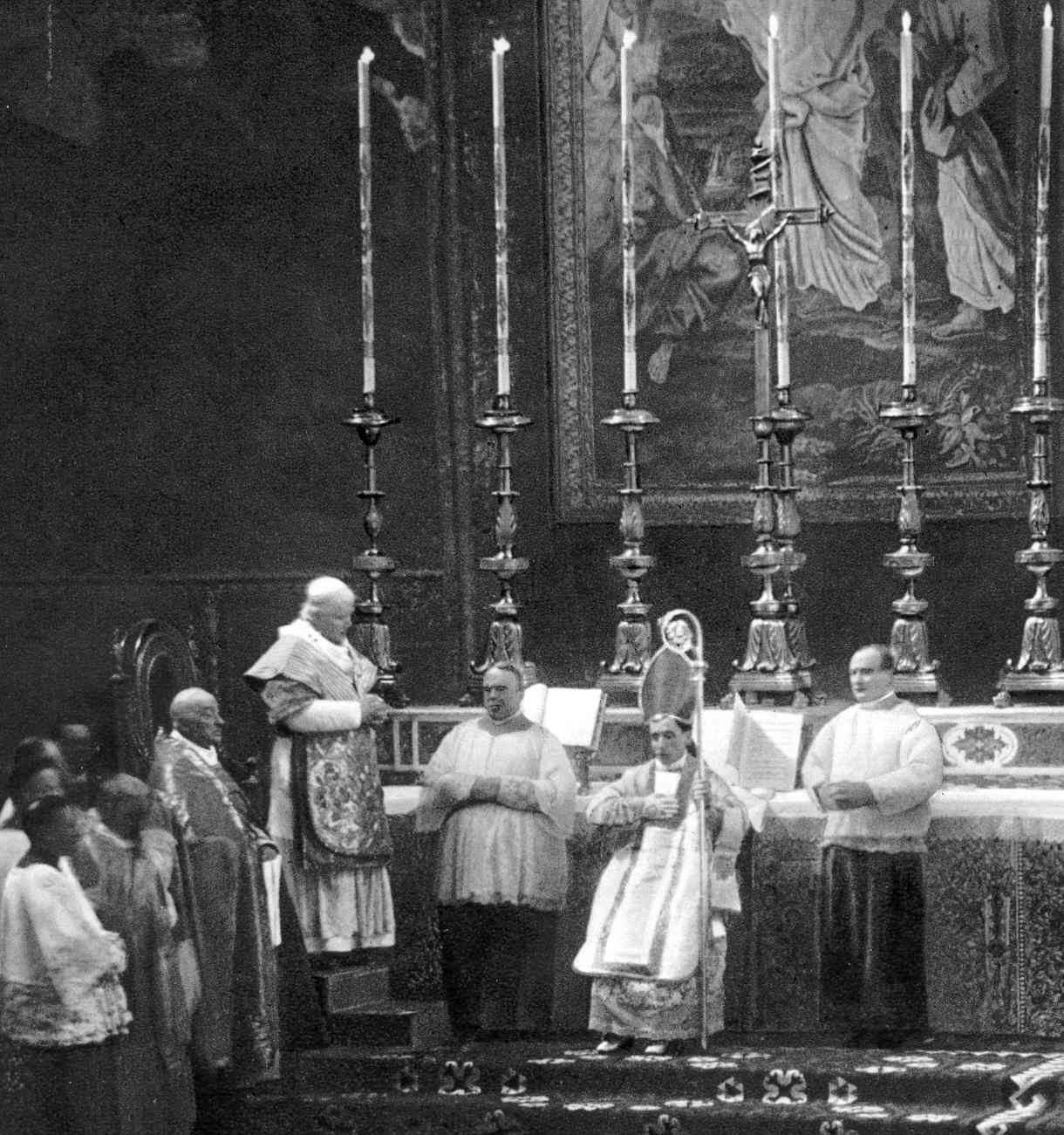
Pio X consagra o Bispo Giacomo Paolo Giovanni Battista della Chiesa, o futuro Papa Bento XV, no Vaticano em 1907

Além da defesa política da igreja, das reformas litúrgicas, do antimodernismo e do início da codificação do direito canônico, o papado de Pio X viu a reorganização da Cúria Romana. Ele também procurou atualizar a educação dos padres, seminários e seus currículos foram reformados. Em 1904, o Papa Pio X concedeu permissão aos seminaristas diocesanos para frequentar o Colégio de São Tomás. Ele elevou a faculdade ao status de Pontificium em 2 de maio de 1906, tornando seus graus equivalentes aos de outras universidades pontifícias do mundo. Por carta apostólica de 8 de novembro de 1908, assinada pelo Sumo Pontífice em 17 de novembro, o colégio foi transformado em Collegium Pontificium Internationale Angelicum. Tornar-se-ia a Pontifícia Universidade de São Tomás de Aquino, Angelicum, em 1963.
Pio X publicou 16 encíclicas; entre elas estava a Vehementer Nos em 11 de fevereiro de 1906, que condenou a lei francesa de 1905 sobre a separação do Estado e da Igreja. Pio X também confirmou, embora não infalivelmente, a existência do Limbo na teologia católica em seu Catecismo de 1905, dizendo que os não-batizados "não têm a alegria de Deus, mas também não sofrem… eles não merecem o Paraíso, mas também não merecem o inferno ou o purgatório". Em 23 de novembro de 1903, Pio X emitiu uma diretiva papal, um motu proprio, que proibia as mulheres de cantar nos coros da igreja (ou seja, o coral da arquitetura).
Na Profecia dos Papas, a coleção de 112 profecias sobre os papas, Pio X aparece como Ignis Ardens ou "Fogo Ardente".
Em novembro de 1913, o Papa Pio X declarou a dança do tango como imoral e fora dos limites para os católicos. Mais tarde, em janeiro de 1914, quando o tango se mostrou popular demais para declarar fora dos limites, o Papa Pio X tentou uma tática diferente, zombando do tango como "uma das coisas mais chatas que se possa imaginar" e recomendando que as pessoas passassem a dançar a furlana, uma dança veneziana.

### Canonizações e beatificações
Pio X beatificou 131 indivíduos (incluindo grupos de mártires e aqueles pelo reconhecimento de "cultus") e canonizou quatro. Entre os beatificados durante o seu pontificado estavam Marie-Geneviève Meunier (1906), Rose-Chrétien de la Neuville (1906), Valentin Faustino Berri Ochoa (1906), Clair of Nantes (1907), Zdislava de Lemberk (1907), João Bosco (1907), John de Ruysbroeck (1908), Andrew Nam Thung (1909), Agatha Lin (1909), Agnes de (1909), Joana d'Arc (1909), e João Eudes (1909). Os canonizados por ele foram Alexander Sauli (1904), Gerardo Majella (1904), Clemente Maria Hofbauer (1909) e José Oriol (1909).

### Consistórios
Pio X criou 50 cardeais em sete consistórios mantidos durante seu pontificado, que incluíram figuras notáveis da Igreja durante esse tempo, como Désiré-Joseph Mercier (1907) e Pietro Gasparri (1907). Em 1911, aumentou a representação americana no cardinalato com base na expansão dos Estados Unidos; o papa também nomeou um cardeal In pectore (António Mendes Bello, sobre quem a mídia especulou com precisão) em 1911, cujo nome ele revelou mais tarde em 1914. Pio X também nomeou como cardeal Giacomo della Chiesa, seu sucessor imediato, o Papa Bento XV.
Entre os cardeais que ele nomeou vieram o primeiro nascido no Brasil (e o primeiro nascido na América Latina; Arcoverde) e o primeiro dos Países Baixos (van Rossum) desde 1523. O consistório de 1911 foi o maior número de cardeais elevados em um único consistório em cerca de um século.
Em 1911, o papa teria desejado elevar Diomede Panici ao cardinalato; no entanto, Panici morreu antes da promoção acontecer. Além disso, isso ocorreu depois que Panici foi originalmente considerado, mas aprovado para elevação pelo Papa Leão XIII, que até havia considerado elevar o irmão de Panici. No Consistório Ordinário Público de 1914, Pio X considerou nomear o frade capuchinho Armando Pietro Sabadel para o cardinalato; no entanto, Sabadel recusou o convite do papa.

## Morte e enterro

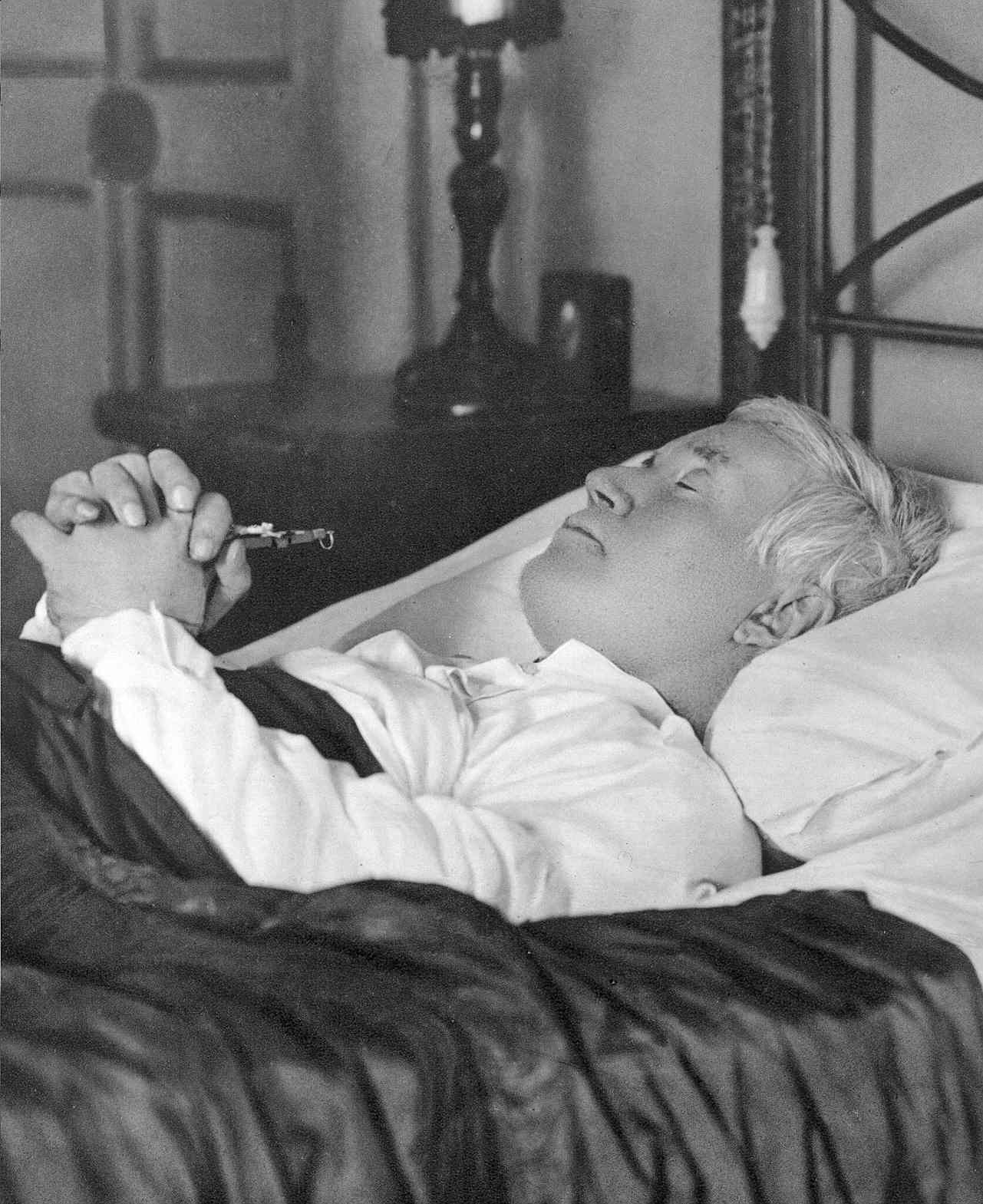
Pio X em seu leito de morte

Em 1913, o Papa Pio X sofreu um ataque cardíaco e, posteriormente, viveu na sombra da saúde debilitada. Em 1914, o papa adoeceu na Festa da Assunção de Maria (15 de agosto de 1914), uma doença da qual ele não se recuperaria. Sua condição foi agravada pelos eventos que levaram à eclosão da Primeira Guerra Mundial (1914–1918), que supostamente colocaram o papa de 79 anos em um estado de melancolia. Ele morreu em 20 de agosto de 1914, apenas algumas horas após a morte do líder jesuíta Franz Xavier Wernz e no mesmo dia em que as forças alemãs marcharam para Bruxelas.
Embora a condição do papa tenha sido classificada como grave, sintomas alarmantes só surgiram em 19 de agosto. Embora Pio X tenha passado a maior parte daquele dia inconsciente e inconsciente, ele disse a certa altura: "Nos tempos antigos, o papa, com uma palavra, poderia ter impedido a matança, mas agora ele está impotente". O papa logo depois recebeu a Última Unção e, eventualmente, uma antiga infecção brônquica que o papa já havia tido em anos anteriores retornou, acelerando ainda mais seu declínio.
Pio X morreu à 1h20 do dia 20 de agosto de 1914 e, em um momento de lucidez, poucos momentos antes de morrer, Pio X teria dito: "Agora começo a pensar que o fim está se aproximando. O Todo-Poderoso, em Sua bondade inesgotável, deseja poupe-me dos horrores que a Europa está a sofrer". Sua irmã, Anna, estava orando ao lado de sua cama quando Pio X morreu. O último ato da vida do papa foi beijar o pequeno crucifixo que ele segurava nas mãos por volta de 1h15.
Pio X foi sepultado em um túmulo simples e sem adornos na cripta abaixo da Basílica de São Pedro. Seu corpo foi exposto em 21 de agosto em vestes pontifícias vermelhas e depois enterrado após a Missa de Réquiem, após seu caixão ser exposto em um grande catafalco na Capela Sistina,  Sua lápide original trazia a inscrição: "Papa Pio X, pobre e ao mesmo tempo rico, gentil e humilde de coração, campeão invencível da fé católica, cujo esforço constante era renovar todas as coisas em Cristo". Os médicos papais tinham o hábito de remover órgãos para auxiliar no processo de embalsamamento. Pio X proibiu expressamente isso em seu enterro e sucessivos papas deram continuidade a esta tradição. O túmulo de Pio X está localizado perto dos túmulos do Papa João XXIII e do Papa João Paulo II, sob o altar da Apresentação.

### Exumação
Em 19 de maio de 1944, o corpo de Pio X foi exumado para inspeção como parte do processo de beatificação, durante o qual os restos mortais foram encontrados milagrosamente incorruptos. Em 1959, os restos mortais do falecido papa foram enviados, com a permissão do Papa João XXIII (ele próprio um ex-Patriarca de Veneza), para Veneza em 1959. Antes de os restos mortais serem levados para Veneza através de um trem em 11 de abril, o Papa João XXIII liderou um pequeno serviço de oração ao lado de alguns outros cardeais. O corpo foi exposto à veneração dos fiéis na Basílica de São Marcos durante um mês (12 de abril a 10 de maio) antes de ser devolvido ao local de descanso original do falecido papa, com o cardeal Giovanni Urbani atuando como legado papal durante o mês. -evento longo.

## Canonização
Embora a canonização de Pio X tenha ocorrido em 1954, os eventos anteriores a ela começaram imediatamente com sua morte. Uma carta de 24 de setembro de 1916 do monsenhor Leo, bispo de Nicotera e Tropea, referia-se a Pio X como "um grande santo e um grande papa". Para acomodar o grande número de peregrinos que buscavam acesso à sua tumba, mais do que a cripta sustentava "uma pequena cruz de metal foi colocada no chão da basílica", que dizia Pio Papa X, "para que os fiéis se ajoelhassem diretamente acima da tumba". As missas foram realizadas perto de sua tumba até 1930.
A devoção a Pio X entre as duas guerras mundiais permaneceu alta. Em 14 de fevereiro de 1923, em homenagem ao 20.º aniversário de sua adesão ao papado, os primeiros passos em direção à sua canonização começaram com a nomeação formal daqueles que executariam sua causa. O evento foi marcado pela construção de um monumento em sua memória na Basílica de São Pedro. Em 19 de agosto de 1939, o Papa Pio XII (1939–58) fez uma homenagem a Pio X em Castel Gandolfo. Em 12 de fevereiro de 1943, um novo desenvolvimento da causa de Pio X foi alcançado, quando foi declarado que ele exibia virtudes heroicas, ganhando, portanto, o título "Venerável".
Em 19 de maio de 1944, o caixão de Pio X foi exumado e levado para a Capela do Santo Crucifixo na Basílica de São Pedro para o exame canônico. Ao abrir o caixão, os examinadores encontraram o corpo de Pio X notavelmente bem preservado, apesar de ele ter morrido 30 anos antes e ter feito desejos de não ser embalsamado. Segundo Jerome Dai-Gal, "todo o corpo" de Pio X "estava em excelente estado de conservação". Após o exame e o fim do processo apostólico em relação à causa de Pio X, Pio XII concedeu a Pio X o título de Venerável Servo de Deus. Seu corpo ficou exposto por 45 dias (Roma foi libertada pelos aliados durante esse tempo), antes de ser colocado de volta em seu túmulo.

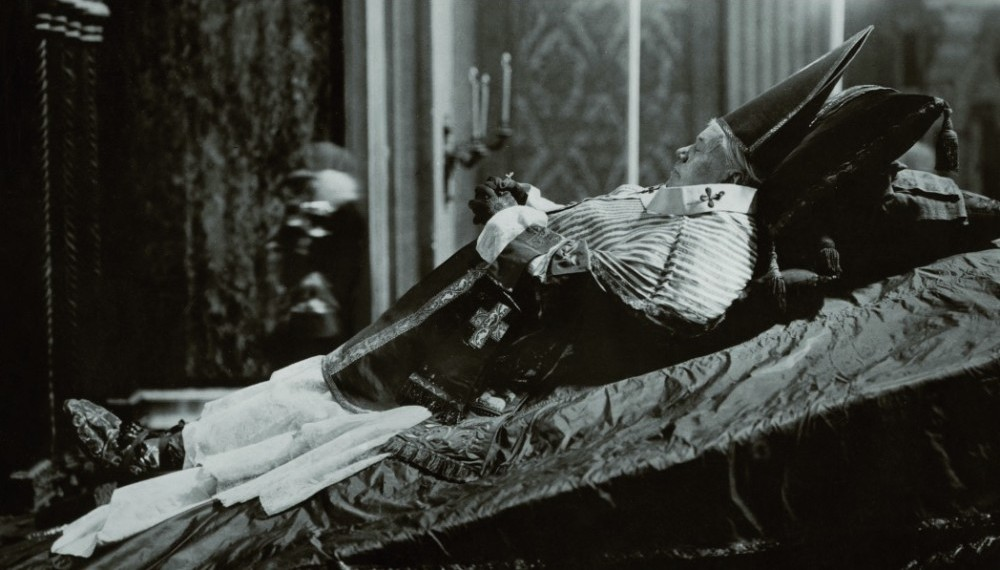
Pio X exposto durante suas exéquias, 21-22 de agosto de 1914

Depois disso, iniciou-se o processo de beatificação e investigações da Sagrada Congregação de Ritos (SCR) sobre milagres realizados pelo trabalho intercessor de Pio X. O SCR acabaria por reconhecer dois milagres. O primeira envolveu Marie-Françoise Deperras, uma freira que teve câncer ósseo e foi curada em 7 de dezembro de 1928 durante uma novena na qual uma relíquia de Pio X foi colocada em seu peito. A segunda envolveu a freira Benedetta De Maria, que tinha câncer, e em uma novena iniciada em 1938, ela finalmente tocou uma estátua de Pio X e foi curada.
O papa Pio XII aprovou oficialmente os dois milagres em 11 de fevereiro de 1951; e em 4 de março, Pio XII, em seu De Tuto, declarou que a igreja poderia continuar na beatificação de Pio X. Sua beatificação ocorreu em 3 de junho de 1951 em São Pedro, diante de 23 cardeais, centenas de bispos e arcebispos e uma multidão de 100 mil fiéis. Durante seu decreto de beatificação, Pio XII se referiu a Pio X como "Papa da Eucaristia", em homenagem à expansão do ritual de Pio X para as crianças.

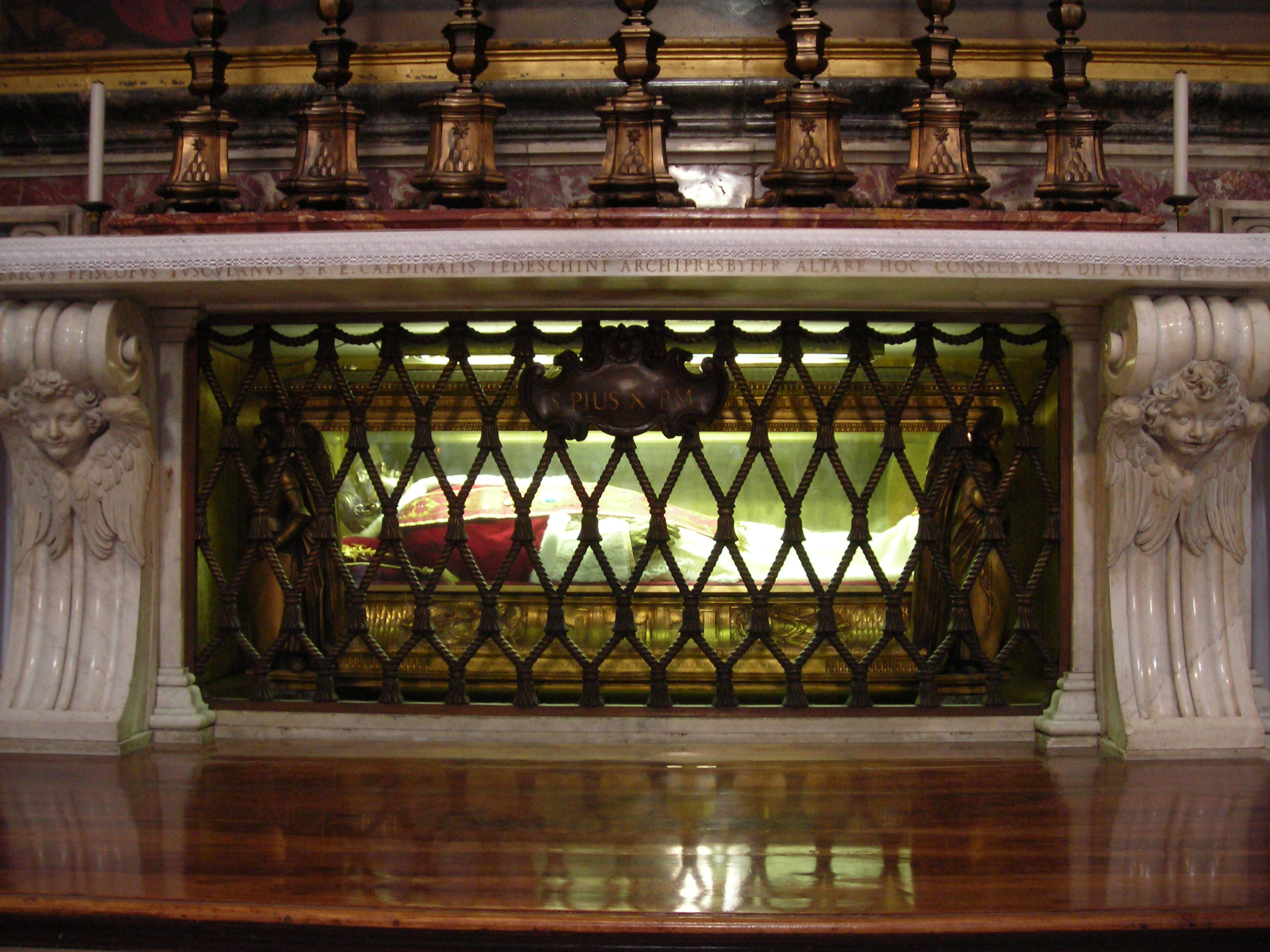
A tumba do Papa Pio X sob o altar da capela da apresentação na Basílica de São Pedro

Após sua beatificação, em 17 de fevereiro de 1952, o corpo de Pio X foi transferido de sua tumba para a basílica do Vaticano e colocado sob o altar da capela da Apresentação. O corpo do pontífice está dentro de um sarcófago de vidro e bronze para os fiéis verem.
Em 29 de maio de 1954, menos de três anos após sua beatificação, Pio X foi canonizado, após o reconhecimento do SCR de mais dois milagres. O primeiro envolveu Francesco Belsami, advogado de Nápoles com abscesso pulmonar, que foi curado ao colocar uma foto do papa Pio X em seu peito. O segundo milagre envolveu a Irmã Maria Ludovica Scorcia, uma freira atingida por um grave vírus neurotrópico e que, após várias novenas, foi totalmente curada. A missa de canonização foi presidida por Pio XII na Basílica de São Pedro diante de uma multidão de cerca de 800 mil dos fiéis e oficiais da igreja na Basílica de São Pedro. Pio X tornou-se o primeiro papa a ser canonizado desde Papa Pio V em 1712.
Sua cerimônia de canonização foi gravada e gravada pelas primeiras emissoras de televisão, incluindo a NBC.
Os cartões de oração frequentemente retratam o pontífice santificado com instrumentos da Sagrada Comunhão. Além de ser celebrado como o "Papa do Santíssimo Sacramento", Pio X também é o santo padroeiro dos emigrantes de Treviso. Ele é homenageado em várias paróquias na Itália, Alemanha, Bélgica, Canadá e Estados Unidos.
O número de paróquias, escolas, seminários e casas de retiro nomeadas em homenagem a ele nos países ocidentais é muito grande, em parte porque ele era muito conhecido, e sua beatificação e canonização no início dos anos 50 foi durante um período posterior à Segunda Guerra Mundial, quando houve uma grande quantidade de novas construções nas cidades e crescimento populacional na era do boom dos bebês, levando a uma expansão institucional católica que se correlacionava com a sociedade em crescimento.
A primeira Missa em homenagem a São Pio X foi na sua festa em 3 de setembro de 1955. Permaneceu assim por 15 anos. No calendário de 1960, a classificação foi alterada para Festa de Terceira Classe. A classificação no calendário romano geral desde 1969 é a de Memorial e o dia da festa é comemorado obrigatoriamente em 21 de agosto, mais próximo do dia de sua morte (20 de agosto, impedido pelo dia da festa de São Bernardo).
A Confraria da Doutrina Cristã era uma grande defensora de sua canonização, em parte porque ele havia ordenado a necessidade de sua existência em todas as dioceses e porque havia recebido uma grande quantidade de críticas episcopais, e pensava-se que, ao canonizar o papa que lhes deu seu mandato, isso ajudaria a inocular contra essas críticas. Eles iniciaram uma cruzada de oração por sua canonização que alcançou a participação de mais de dois milhões de nomes.
Após a canonização do papa, outro milagre é dito ter ocorrido quando um ativista da família cristã chamado Clem Lane sofreu um grande ataque cardíaco e foi colocado em uma tenda de oxigênio, onde recebeu extrema-unção. Uma relíquia do papa foi colocada sobre sua tenda e ele se recuperou para a grande surpresa de seus médicos. Uma irmã de Loretto, no Webster College, em St. Louis, Missouri, afirmou que seu irmão sacerdote havia sido curado também pela intercessão do papa.

“Genealogia episcopal do Papa Pio X”

— * ... ?
- Cardeal Scipione Rebiba (1541)
- Cardeal Giulio Antonio Santoro (1566)
- Cardeal Girolamo Bernerio, O.P. (1586)
- Arcebispo Galeazzo Sanvitale † (1604)
- Cardeal Ludovico Ludovisi † (1621)
- Cardeal Luigi Caetani † (1622)
- Cardeal Ulderico Carpegna † (1630)
- Cardeal Paluzzo Altieri † (1666)
- Papa Bento XIII, O.P. † (1675)
- Papa Bento XIV † (1724)
- Papa Clemente XIII † (1743)
- Cardeal Marcantonio Colonna † (1762)
- Cardeal Hyacinthe Sigismond Gerdil, B. † (1777)
- Cardeal Giulio Maria della Somaglia † (1788)
- Cardeal Carlo Odescalchi † (1823)
- Cardeal Costantino Patrizi Naro † (1828)
- Cardeal Lucido Parocchi † (1871)
- Papa Pio X (Giuseppe Sarto) † (1884)

## Brasão e Lema
- Descrição: Escudo eclesiástico. Campo de blau, com uma âncora de três ganchos de sable, filetada de argente, encordada de goles, posta em banda, pescante num mar de argente ondado de blau, posto em ponta. A âncora encimada por uma estrela de seis pontas de jalde. Em chefe, as armas patriarcais de São Marcos de Veneza, que é de argente com leão alado e nimbado, passante ao natural, sustentando um livro aberto que traz a legenda: PAX TIBI MARCE EVANGELISTA MEVS. O escudo está assente em tarja branca. O conjunto pousado sobre duas chaves decussadas, a primeira de jalde e a segunda de argente, atadas por um cordão de goles, com seus pingentes. Timbre: a tiara papal de argente com três coroas de jalde. Sob o escudo, um listel de blau com o mote: INSTAVRARE OMNIA IN CHRISTO, em letras de jalde. Quando são postos suportes, estes são dois anjos de carnação, sustentando cada um, na mão livre, uma cruz trevolada tripla, de jalde.

- Interpretação: O escudo obedece às regras heráldicas para os eclesiásticos. O campo de blau (azul) representa o firmamento celeste e ainda o manto de Nossa Senhora, sendo que este esmalte significa: justiça, serenidade, fortaleza, boa fama e nobreza. A âncora é símbolo de esperança, estabilidade e resistência, sendo de sable (preto), traduz sabedoria, ciência, honestidade e firmeza. A corda de goles (vermelho) simboliza: o fogo da caridade inflamada no coração do Soberano Pontífice pelo Divino Espírito Santo, que o inspira diretamente do governo supremo da Igreja, bem como valor e o socorro aos necessitados, que o Vigário de Cristo deve dispensar a todos os homens.

O mar ondado representa as águas revoltas da vida, por onde o Soberano Pontífice tem que conduzir a Igreja, a Barca de Pedro; seus esmaltes são blau (azul) que tem o significado acima descrito, e argente (prata) que traduz inocência, castidade, pureza e eloquência. A estrela representa a Virgem Maria, Estrela da Manhã, que orienta os navegantes nos mares bravios da vida, sendo de jalde, simboliza: nobreza, autoridade, premência, generosidade, ardor e descortino. O chefe com as armas do Patriarcado de Veneza relembra o tempo feliz que o pontífice passou como seu patriarca; sendo que a expressão "ao natural" é um recurso para se colocar o leão, naturalmente dourado sobre o campo de argente (prata), sem ferir as leis da heráldica.
Os elementos externos do brasão expressam a jurisdição suprema do papa. As duas chaves "decussadas", uma de jalde (ouro) e a outra de argente (prata) são símbolos do poder espiritual e do poder temporal. E são uma referência do poder máximo do Sucessor de Pedro, relatado no Evangelho de São Mateus, que narra que Nosso Senhor Jesus Cristo disse a Pedro: "Dar-te-ei as chaves do reino dos céus, e tudo o que ligares na terra será ligado no céu, e tudo o que desligares na terra, será desligado no céu" (Mt 16, 19). Por conseguinte, as chaves são o símbolo típico do poder dado por Cristo a São Pedro e aos seus sucessores. A tiara papal usada como timbre, recorda, por sua simbologia, os três poderes papais: de Ordem, Jurisdição e Magistério, e sua unidade na mesma pessoa. No listel o lema "Renovar todas as coisas em Cristo" é uma expressão do propósito do pontificado de São Pio X, que empreendeu numerosas e admiráveis as obras para defender a Civilização Cristã, gravemente ameaçada.

## Ordenações[46]

### Ordenações episcopais
Foi o principal sagrante dos seguintes bispos:
- Francesco Cherubin † (1899)
- Giacomo Maria Radini-Tedeschi † (1905)
- Ľudovit Baláš zo Sipeku † (1905)
- Ottokár Prohászka † (1905)
- Gyula Zichy † (1905)
- Charles du Pont de Ligonnès † (1906)
- Pierre Dadolle † (1906)
- Marie-Joseph Ollivier † (1906)
- Adrien-Alexis Fodéré † (1906)
- Eugène-François Touzet † (1906)
- François-Léon Gauthey † (1906)
- Charles-Paul Sagot du Vauroux † (1906)
- Charles-Henri-Célestin Gibier † (1906)
- Jean Victor Émile Chesnelong † (1906)
- François-Xavier-Marie-Jules Gieure † (1906)
- Félix-Adolphe-Camille-Jean-Baptiste Guillibert † (1906)
- Alcime-Armand-Pierre-Marie Gouraud † (1906)
- Eugène-Jacques Grellier † (1906)
- Jacques-Jean Gely † (1906)
- Giacomo Giambattista della Chiesa † (1907)
- Gaetano de Lai † (1911)
- Adam Stefan Sapieha † (1911)
- Pie Armand Pierre Sabadel, O.F.M.Cap. † (1911)

E foi consagrante de:
- Pietro Zamburlini † (1893)